# Klaus Beer
Klaus Beer (14. listopadu 1942, Lehnice, Polsko –  8. června 2023) byl německý atlet, který se specializoval na skok daleký. Reprezentoval tehdejší NDR a byl prvním východoněmeckým skokanem do dálky, který překonal osmimetrovou hranici. Jeho mateřským oddílem byl klub SC Dynamo Berlin.
Na letní olympiádě v Tokiu v roce 1964 neprošel sítem kvalifikace. Na následujících letních olympijských hrách v mexickém Ciudad de México v roce 1968 získal stříbrnou medaili, když skočil do vzdálenosti 819 cm a vytvořil nejen nový rekord NDR, ale de facto i nový celoněmecký rekord. Olympijské zlato tehdy vybojoval Američan Bob Beamon, který skokem dlouhým 890 cm vytvořil nový světový rekord. Beer svého výkonu dosáhl v druhé sérii, tedy až po vystoupení Boba Beamona, který svůj epochální skok předvedl už v sérii prvé. Beer se tak stal v podstatě jediným finalistou mexické dálky, který na Američanův výkon dokázal alespoň nějakým způsobem odpovědět. Výkon z mexického finále zařadil Beera v roce 1968 na páté místo dlouhodobých světových tabulek, hned za olympijské vítěze Boba Beamona, Ralpha Bostona a Lynna Daviese a za bývalého světového rekordmana Igora Ter-Ovanesjana.
O rok později získal zlatou medaili na posledních evropských halových hrách v atletice (předchůdce halového ME) v Bělehradu. V témž roce skončil čtvrtý na mistrovství Evropy v Athénách. V roce 1970 vybojoval stříbrnou medaili na prvním ročníku halového ME ve Vídni (799 cm). Zúčastnil se také HME 1972 v Grenoble, kde se umístil ve finále na sedmém místě.
Klaus Beer dokázal během své atletické kariéry postupně zlepšit národní rekord Německé demokratické republiky o plných 40 centimetrů: ze 7,79 m až k rekordu dosaženému v olympijském Mexiku. Jeho nepřetržitou rekordní řadu dokázal narušit jen 21letý Max Klauẞ ze SC Einheit Dresden, který 19. 6. 1968 vytvořil v Berlíně nový východoněmecký rekord 8,07 m. Beer ovšem už v srpnu získal rekord zpět a na olympijských hrách poté získal stříbrnou medaili, se kterou nikdo na začátku sezóny nepočítal – Beer totiž poprvé v životě překonal osmimetrovou hranici až čtyři měsíce před olympijskými hrami.
Jeho děti se rovněž věnovaly atletice. Syn Ron (* 29. 8. 1965) skoku do dálky – i on se stal osmimetrovým dálkařem, ale na olympijských hrách nikdy nestartoval. Dcera Peggy (* 15. 9. 1969) závodila ve vícebojích a reprezentovala již sjednocené Německo na olympijských hrách 1992 v Barceloně (6. místo v sedmiboji) a na olympijských hrách 1996 v Atlantě (13. místo v sedmiboji).